# Brunsvigia
Genre
Brunsvigia est un genre qui regroupe des plantes à fleur de la famille des Amaryllidacées. Il comporte approximativement vingt espèces originaires de l'Afrique australe.
Leurs bulbes poussent en hiver et entrent en dormance en été. Ils fleurissent généralement au début de l'automne. Les fleurs sont de couleur vive, rouges ou roses.

## Quelques espèces
Selon World Checklist of Selected Plant Families (WCSP) (6 Aug 2010) :
- Brunsvigia bosmaniae F.M.Leight. (1932)
- Brunsvigia comptonii W.F.Barker (1948)
- Brunsvigia elandsmontana Snijman (2001)
- Brunsvigia grandiflora Lindl. (1830)
- Brunsvigia gregaria R.A.Dyer (1950)
- Brunsvigia herrei Leight. ex W.F.Barker (1963)
- Brunsvigia josephiniae (Delile) Ker Gawl., Bot. Reg. 3: t. 192, 193 (1817)
- Brunsvigia kirkii Baker (1888)
- Brunsvigia litoralis R.A.Dyer (1951)
- Brunsvigia marginata (Jacq.) W.T.Aiton (1811)
- Brunsvigia namaquana D.Müll.-Doblies & U.Müll.-Doblies (1994)
- Brunsvigia natalensis Baker (1896)
- Brunsvigia nervosa (Poir.) ined..
- Brunsvigia orientalis (L.) Aiton ex Eckl. (1827)
- Brunsvigia pulchra (W.F.Barker) D.Müll.-Doblies & U.Müll.-Doblies (1994)
- Brunsvigia radula (Jacq.) W.T.Aiton (1811)
- Brunsvigia radulosa Herb. (1837)
- Brunsvigia undulata F.M.Leight. (1934)

Selon NCBI (6 Aug 2010) :
- Brunsvigia bosmaniae
- Brunsvigia comptonii
- Brunsvigia gregaria
- Brunsvigia orientalis
- Brunsvigia radula
- Brunsvigia radulosa
- Brunsvigia cf. radulosa Spies 7629
- Brunsvigia striata